# Episodi di Newsreaders (seconda stagione)
La seconda e ultima stagione della serie televisiva Newsreaders, composta da 14 episodi, è andata in onda negli Stati Uniti dal 23 ottobre 2014 al 13 febbraio 2015 sul canale Adult Swim.
In Italia la stagione è inedita.
| nº | Titolo originale                                      | Titolo italiano | Prima TV USA     | Prima TV Italia |
| -- | ----------------------------------------------------- | --------------- | ---------------- | --------------- |
| 1  | F-Dancing, Are You Decent?                            |                 | 23 ottobre 2014  |                 |
| 2  | Motorboating Dads; The Negative $100,000 Question     |                 | 30 ottobre 2014  |                 |
| 3  | The Journey of an iPhone; Restaurant Plague           |                 | 6 novembre 2014  |                 |
| 4  | Roswell, New Mexico; Skip Goes to a Wedding           |                 | 20 novembre 2014 |                 |
| 5  | Headless Football Player; Identity Thief              |                 | 27 novembre 2014 |                 |
| 6  | Go Nadz; Talkin' News                                 |                 | 4 dicembre 2014  |                 |
| 7  | Strip Club Exposé; Long Lost Twins                    |                 | 11 dicembre 2014 |                 |
| 8  | America's Unknown President; Reporter on House Arrest |                 | 18 dicembre 2014 |                 |
| 9  | A Billionaire Goes to Hell; Sitcom Family             |                 | 9 gennaio 2015   |                 |
| 10 | Band Names-R-Us; Put Me in Coach                      |                 | 16 gennaio 2015  |                 |
| 11 | How the Sausage Is Made; Lottery Winners Lose         |                 | 23 gennaio 2015  |                 |
| 12 | Jellyfish Sting Clinic; David Hasselhoff              |                 | 30 gennaio 2015  |                 |
| 13 | The FMK Killer; Newsreaders: Behind the Scenes        |                 | 6 febbraio 2015  |                 |
| 14 | Creepiest Man Alive, Bomb Sniffing Dogs               |                 | 13 febbraio 2015 |                 |